# سيلين (مركبة فضائية)

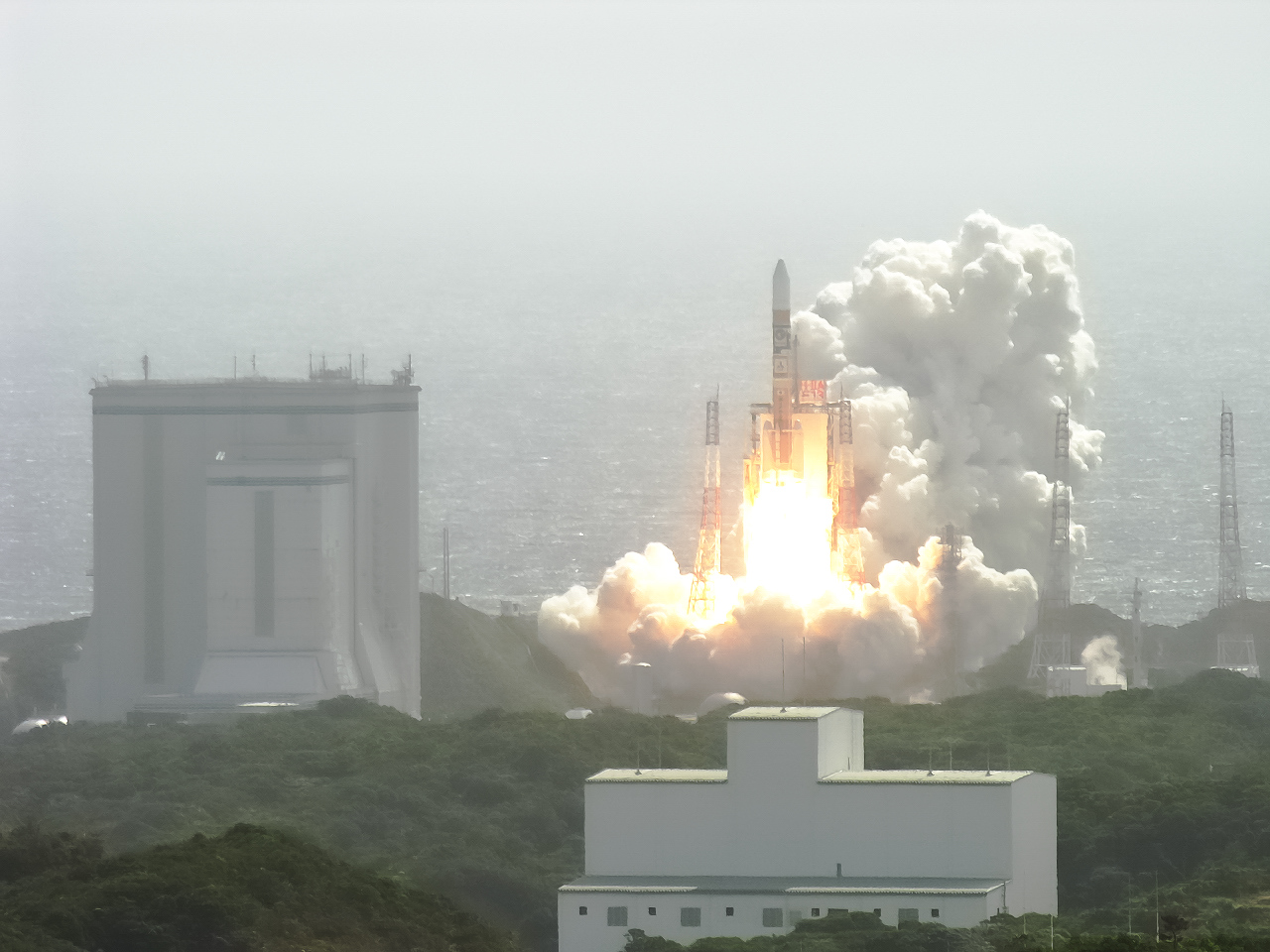
الإطلاق

سيلسين (SELENE) مسبار فضائي أطلقته وكالة الفضاء اليابانية في 14 سبتمبر 2007، بلغ المدار المحدد له بنجاح فوق القمر.

## الرحلة
نجحت اليابان في إطلاق أول مسبار فضائي لاستكشاف سطح القمر بعد سلسلة محاولات فاشلة لتنفيذ ما تقول اليابان إنه أكبر مهمة باتجاه القمر منذ برنامج أبولو الأمريكي.
وقد غادر المسبار سيلين الغلاف الجوي لالأرض باستخدام صاروخ H-2A الذي يعتبر مفخرة البرنامج الفضائي الياباني، وذلك من محطة إطلاق في جزيرة تانيجاشما النائية. يزن ثلاثة أطنان وبلغت تكلفته 279 مليون دولار بتأخير أربعة أعوام عن الموعد المحدد مسبقاً

## المهام
صممت للقيام في القمر بمهام فلكية وهندسية معقدة من الناحية الفنية منذ بدء برنامج أبولو الاميركي قبل عقود. وتتضمن البعثة المسماة كاجويا تيمنا باسم أميرة القمر في حكايات خيالية يابانية قديمة مسبارا رئيسيا وقمرين اصطناعيين صغيرين مجهزين بعدد 14 آلة مراقبة صممت لفحص تضاريس سطح القمر والجاذبية والمعالم الأخرى لجمع معلومات حول أصل وتطور القمر.